# Erica bosseri
Erica bosseri là một loài thực vật có hoa trong họ Thạch nam. Loài này được Dorr mô tả khoa học đầu tiên năm 1999.